# Paul Percy Harris
Paul Percy Harris (* 19. April 1868 in Racine (Wisconsin); † 27. Januar 1947 in Chicago) war ein US-amerikanischer Anwalt und einer der Gründer des Rotary Club. 

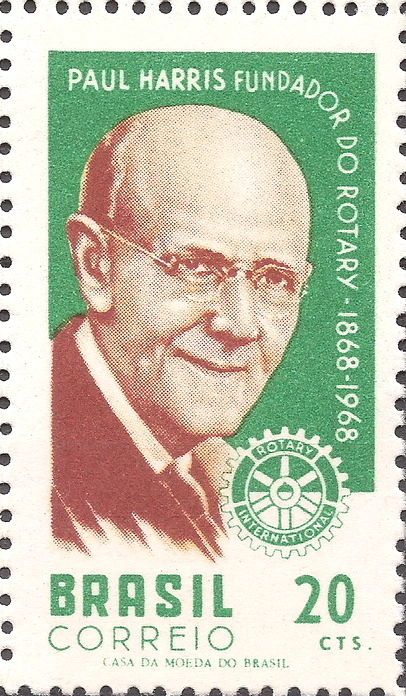
Brasilianische Paul-Harris-Briefmarke, 1968

## Leben
Paul Harris studierte Jura und machte seinen Abschluss an der Universität von Iowa. Danach arbeitete in den unterschiedlichsten Berufen und unternahm ausgedehnte Reisen nach Europa, bevor er sich 1896 in Chicago niederließ, um eine Anwaltskanzlei zu eröffnen. Dort lernte er den Kohlenhändler Silvester Schiele, den Bergbauingenieur Gustavus Loehr und den Schneidermeister Hiram Shorey kennen. Gemeinsam mit ihnen gründete er am 23. Februar 1905 den ersten Rotary Club als einen Ort der Zusammenkunft und Freundschaft.
Die Club-Idee fand schnell Zuspruch. Nur wenige Jahre später, 1908, wurde der zweite Club in San Francisco gegründet. Bis 1911 gab es 16 Verbände, die sich zur National Association of Rotary zusammenschlossen. Diese wurde 1912 in Rotary International umbenannt mit Niederlassungen in Kanada und Europa. Als Paul Harris am 27. Januar 1947 starb, hatte sich aus seinem zwanglosen Treffen mit drei Freunden eine Gemeinschaft mit über 6000 Clubs auf vier Kontinenten entwickelt.